# Ʋ
Ʋ (kleingeschrieben ʋ) ist ein Buchstabe des lateinischen Schriftsystems. Vom Aussehen her kann er entweder als kursiver Kleinbuchstabe V oder als kleingeschriebenes V mit Haken gedeutet werden. Der Buchstabe ist Teil des Afrika-Alphabets und wird in Ewe für den stimmhaften bilabialen Frikativ (IPA: β) verwendet. Der Kleinbuchstabe ʋ stellt im internationalen phonetischen Alphabet den stimmhaften labiodentalen Approximanten dar.

## Darstellung auf dem Computer
Mit LaTeX kann das Ʋ mit Hilfe der fc-Schriften dargestellt werden. Die zugehörigen Befehle sind \m V für das große und \m v für das kleine Ʋ.
Unicode enthält das Ʋ an den Codepunkten U+01B2 (Großbuchstabe) und U+028B (Kleinbuchstabe).